# Sport au Liechtenstein
Le sport au Liechtenstein est favorisé par sa situation géographique : le pays est situé dans les Alpes, le long de la vallée du Rhin et favorise donc la pratique de sports d'hiver. Le Liechtenstein est également représenté au niveau européen dans le football puisqu'il est membre de l'UEFA et de la FIFA.

## Disciplines

### Ski alpin
La fédération de ski du Liechtenstein existe depuis 1936. En 1936, elle organise ses premiers championnats nationaux sur le domaine skiable de Malbun. Le domaine n'a pas accueilli de compétition internationale car il n'existait pas de remonte-pente. Il faudra attendre février 1950 pour son inauguration. La fédération compte alors 362 membres.
Le skieur Franz Beck remporte en 1953 la descente de Saint-Moritz. Les skieurs obtiennent de bons résultats lors de leur participation aux jeux olympiques de Sapporo en 1972 avec Martha Bühler qui se classe dixième dans les épreuves de descente et de géant.
Deux ans plus tard, Hanni Wenzel est vainqueur de la coupe du monde de géant avec une victoire à Zell am See. Le championnat du monde 1974 de Saint-Moritz  rapporte trois médailles au pays avec le bronze de Willi Frommelt en descente homme ainsi que l'or en slalom et l'argent en combiné pour Hanni Wenzel.
Le Liechtenstein devient même la première nation olympique en ski lors des Jeux olympiques de 1980 à Lake Placid avec 4 médailles dont deux titres pour Hanni Wenzel et une médaille d'argent pour son frère Andreas Wenzel. Les années voient également les succès de Ursula Konzett et Paul Frommelt.
Le succès s'interrompt en 1990 et faudra attendre Marco Buechel pour que des athlètes se classe au premier niveau de la discipline. Depuis la retraite de ce dernier, c'est Tina Weirather qui est la principale représentante de son sport au Liechtenstein. Elle remporte plusieurs compétitions au niveau international : petit globe de cristal du super-G en 2017 et en 2018, médaille d'argent du super-G lors des Mondiaux 2017 et médaille de bronze de Super-G lors des Jeux d'hiver 2018.

### Football
Il y a 2 205 licenciées en football au Liechtenstein.
Le FC Vaduz, créé en 1932, joue actuellement dans le Championnat de Suisse de football et compte à son palmarès 41 coupes du Liechtenstein. Tous les autres clubs liechtensteinois jouent aussi dans les championnats suisses. Tous les ans, la Coupe du Liechtenstein est organisé entre les clubs du pays, et le vainqueur est qualifié pour la Ligue Europa Conférence.

### Hockey sur glace
Il y a 41 licenciés en hockey sur glace.

### Rugby
Les deux seuls clubs sont le Lynx RC, situé à Eschen, et le FC Vaduz Red Fierté Rugby qui joue à Vaduz. Les différents clubs évoluent dans les divisions du Championnat de Suisse de rugby à XV.

### Athlétisme
Organisé depuis 2000, le marathon alpin du Liechtenstein relie le village de Bendern à celui de Malbun. C'est la plus grande manifestation sportive du pays.